# Bruce Darnell

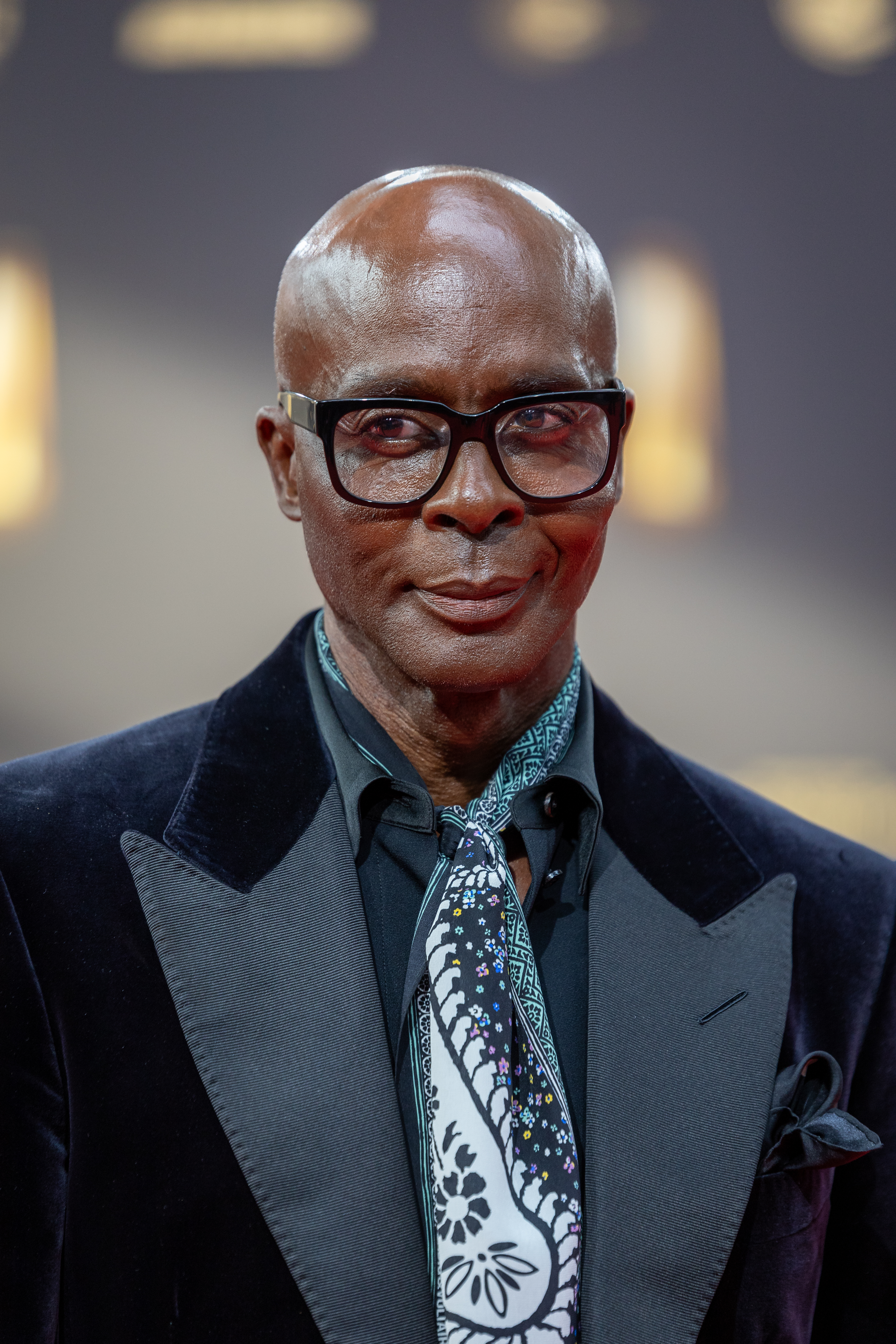
Bruce Darnell (2023)

Bruce Darnell (* 19. Juli 1957 in Colorado) ist ein US-amerikanischer Choreograf und Model. Er wurde vor allem als Jurymitglied für die Fernsehsendungen Germany’s Next Topmodel und Das Supertalent bekannt.

## Leben
Bruce Darnell wuchs mit neun Geschwistern in Colorado auf. Er beschreibt seine Kindheit als schwierig, da er als einziger nicht leiblicher Sohn seines Vaters von der Familie gequält wurde. Nach der Schule verpflichtete er sich 1974 bei der US Army und diente dort sechs Jahre als Fallschirmjäger bei der 82. US-Luftlandedivision in Fort Bragg, North Carolina. Bei der Armee bekam er ein Stipendium und studierte zweieinhalb Jahre Soziologie. Nachdem er das Militär verlassen hatte, ging Darnell nach Deutschland, wo sein Stiefvater während Darnells Kindheit als Berufssoldat in Augsburg stationiert gewesen war. In München jobbte er sechs Jahre als Kellner in Diskotheken. Hier wurde er angesprochen und zu einem Model-Casting eingeladen.
1983 begann Darnell seine Karriere als Model in München und setzte sie später in Köln fort. In den folgenden Jahren stand er unter anderem für Kenzo, Issey Miyake und Hermès bei Modenschauen in Paris, Mailand, Tokio und New York auf dem Laufsteg. Seit 1990 arbeitet Darnell als Choreograf und trainiert Models für den Laufsteg.

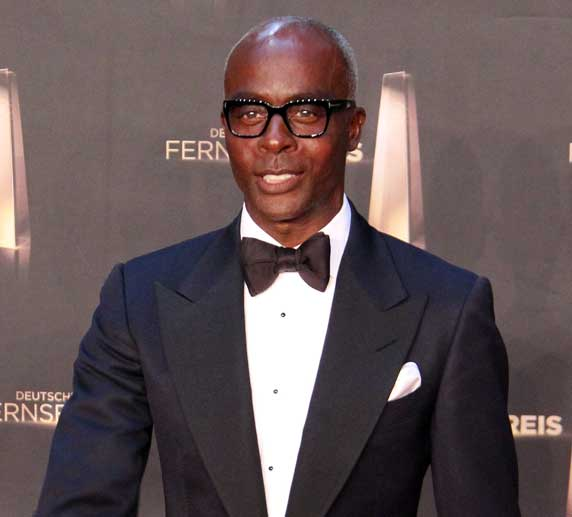
Darnell beim Deutschen Fernsehpreis 2012

2006 wurde Darnell als Juror der ProSieben-Fernsehshow Germany’s Next Topmodel bekannt. Zu seiner Popularität trugen vor allem sein gelegentlich effeminiertes Verhalten und sein charakteristischer amerikanischer Akzent bei. Darnell nutzte seine Bekanntheit zum Abschluss von Werbeverträgen für C&A und den Mobilfunkanbieter Fonic. Anfang Oktober 2007 wurde bekannt, dass Darnell von ProSieben nicht für eine weitere Staffel der Sendung unter Vertrag genommen wurde. Der Fernsehsender MTV engagierte Darnell im September 2007 für einen Gastauftritt bei der Sendung MTV Designerama.
Von Februar bis März 2008 moderierte Darnell im Ersten eine tägliche Coaching-Show Bruce. Diese wurde der Erwartung, den traditionell quotenschwachen Sendeplatz um 18:55 Uhr zu stärken, mit einem Marktanteil von 6,4 Prozent bei den 14- bis 49-Jährigen nicht gerecht und nach Ausstrahlung der ersten Staffel (20 Folgen) abgesetzt. Im Februar 2008 veröffentlichte er sein Buch Drama, Baby, Drama! Wie Sie werden, was Sie sind, das sich auf der Focus-Bestsellerliste platzierte. In dem Buch geht es neben Stylingtipps auch darum, wie man zu sich selbst findet. Im März 2008 wurde das Buch auch als Hörbuch veröffentlicht.
Nachdem Darnell wegen Terminschwierigkeiten seine Teilnahme als Juror an der ersten Staffel von Das Supertalent abgesagt hatte, äußerte der Musikproduzent Dieter Bohlen den Wunsch, Darnell als Juror für die fünfte Staffel der RTL-Castingshow Deutschland sucht den Superstar zu besetzen, was der Sender jedoch ablehnte. Von 2008 bis 2010 war Darnell bei Das Supertalent als Jurymitglied zu sehen. Zudem war Darnell erneut als Laufstegtrainer in der Sendung Supermodel 2008 beim Schweizer Sender 3+ TV zu sehen. Im Oktober 2009 kam sein erstes Parfum Bruce für Herren auf den Markt, Darnell für Damen. Im September 2011 wurde er zusammen mit Natalie Horler in die Jury von Deutschland sucht den Superstar 2012 berufen.
Von 2013 bis 2020 saß Darnell in der Jury von Das Supertalent. 2021 gab RTL bekannt, dass mit dem Abgang von Chefjuror Dieter Bohlen auch Darnell die Sendung verlassen wird. Im Dezember 2021 moderierte er die Sendung Surprise! Die Bruce Darnell Show. Diese wurde angesichts von 3,2 Prozent Marktanteil bei den 14- bis 49-Jährigen nicht fortgesetzt. 2024 hatte er einen Gastauftritt in drei Folgen der Telenovela Sturm der Liebe.
Darnell lebt im niederländischen Vaals in der Nähe von Aachen.

## Fernsehauftritte (Auswahl)
- 2006–2007: Germany’s Next Topmodel, Juror
- 2006: Stefan Raabs Wok-Weltmeisterschaft, Teilnehmer
- 2006: Lotta in Love
- 2007: MTV Designerama (Gastauftritt)
- 2008: Bruce – Eure Styling-Show
- 2008: Supermodel 2008, Laufstegtrainer
- 2008–2010, 2013–2020, ab 2024: Das Supertalent, Juror
- 2012: Deutschland sucht den Superstar, Juror
- 2021: Krause kommt – Zu Besuch bei Bruce Darnell
- 2021: Surprise! Die Bruce-Darnell-Show
- 2023: Hotel Mondial (Gastauftritt, Staffel 1, Folge 8)
- 2023: Deutschland sucht den Superstar (Gastauftritt)
- 2023: Das Traumschiff (Gastauftritt, Folge 97)
- 2023: Das Duell um die Welt – Team Joko gegen Team Klaas, Kandidat
- 2024: Wer weiß denn sowas, Kandidat
- 2024: Splash! Das Promi-Pool-Quiz
- 2024: Inas Nacht
- 2024: Die Verräter – Vertraue Niemandem!
- 2024: Wer weiß denn sowas? XXL
- 2024: Sturm der Liebe (Gastauftritt, Folgen 4331–4333)
- 2025: Das große Promibacken

## Publikationen
- mit Christiane Bongeitz: Drama, Baby, Drama! Wie Sie werden, was Sie sind. Ehrenwirth, Bergisch Gladbach 2008, ISBN 978-3-431-03743-2.